# Carlos Omar Arce
Carlos Omar Arce (Posadas, Argentina; 27 de octubre de 1959) es un político y médico cirujano argentino. Ejerce de Senador de la Nación desde 2023 por el Partido de la Concordia Social.

## Biografía
Nacido en Posadas en 1959, Arce realizó el servicio militar en el regimiento Granaderos a Caballo General San Martín. Estudió en la Universidad Nacional del Nordeste, donde se tituló de médico cirujano.
En 2023 como Vicegobernador provincial de la Provincia de Misiones, Arce fue elegido Senador de la Nación para el periodo 2024-2029 formando parte del bloque Renovación para la concordia Social.

## Controversias
El 7 de mayo de 2025 Arce votó, junto a la senadora Sonia Elizabeth Rojas Decut, en contra del proyecto Ficha limpia, que impide a condenados por delitos de corrupción presentarse a cargos públicos. Arce había manifestado abiertamente que iba a votar a favor del proyecto lo que causó sorpresa y fue determinante para la desaprobación de la ley.